# Dialma Jakob Bänziger

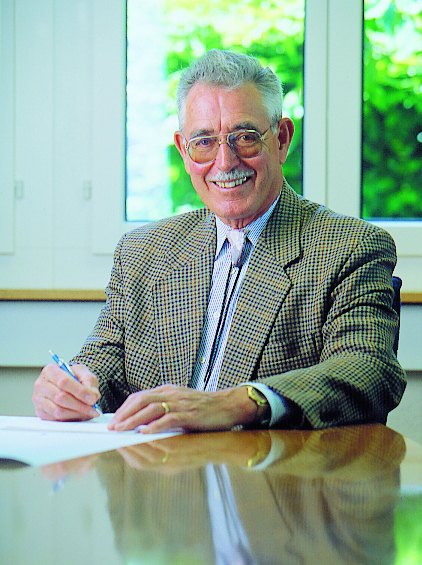
Dialma Jakob Bänziger em 1999

Dialma Jakob Bänziger (Vnà, Unterengadin, Grisões, 14 de setembro de 1927; 13 de Julho de 2022 em Richterswil) é um engenheiro civil suíço, construtor de pontes.

## Publicações selecionadas
- Das Hardturm-Viadukt der SBB in Zürich. In: Schweizerische Bauzeitung. 85. Jg., 1967, Heft 33, S. 609–614.
- Das Lehnenviadukt Beckenried. In: Beton- und Stahlbau. Bd. 75 (1980), S. 18–25.
- Der Lehnenviadukt Beckenried. Bänziger Kommissionsverlag; Baufachverlag, Zürich 1981, ISBN 3-8559h
- Schrägseilbrücke über den Rhein bei Diepoldsau. In: Vorgespannter Beton in der Schweiz 1982-1986. Herausgeber: Technische Forschungs- und Beratungsstelle der Schweizerischen Zementindustrie, Wildegg 1986, S. 53–56.
- Unterführung Wehntalerstrasse unter den SBB in Zürich-Affoltern. In: Schweizer Ingenieur und Architekt. Jg. 106, Nr. 19, 1988, S. 552–554.
- Aaretalbrücke der N3 bei Schinznach-Bad. In: Schweizer Ingenieur und Architekt. ASK-Artikelreihe Neuzeitliche Bauwerke. 12. April 1990, S. 403–410.
- Construction Tender Competition for Two Railway Viaducts. In: Structural Engineering International. Bd. 1, Nr. 2, 1. Mai 1991, S. 22–24.
- Neue Seebrücke Luzern. In: Mitteilungen der Schweizerischen Gesellschaft für Boden- und Felsmechanik. Frühjahrstagung 12. April 1996, S. 31–39.
- Brückenbau 1960 – 2005. Verlag Theiler Druck, Wollerau 2009, ISBN 978-3-033-02036-8. (Autobiografie)
- Faszination Brückenbau – Balance zwischen Gestaltung und Wirtschaftlichkeit. In: Franz Betschon u. a. (Hrsg.): Ingenieure bauen die Schweiz – Technikgeschichte aus erster Hand. Verlag Neue Zürcher Zeitung, Zürich 2013, ISBN 978-3-03823-791-4, S. 207–218.

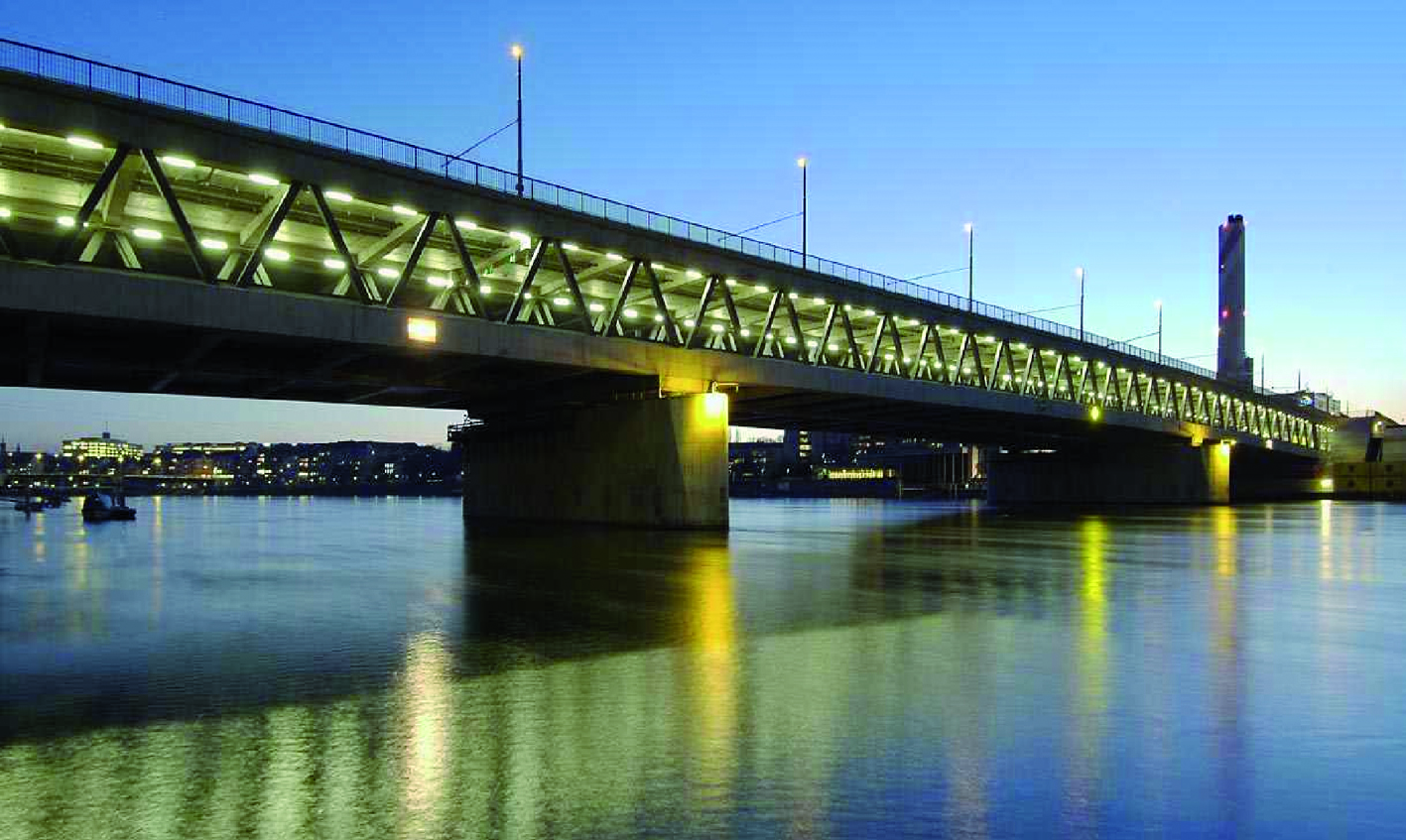
Dreirosenbrücke sobre o Reno em Basileia